# Sylvirana cubitalis
Espèce
Synonymes
- Rana cubitalis Smith, 1917
- Hylarana cubitalis (Smith, 1917)
- Rana nigrotympanica Dubois, 1992
- Hylarana nigrotympanica (Dubois, 1992)

Statut de conservation UICN

 LC  : Préoccupation mineure
Sylvirana cubitalis est une espèce d'amphibiens de la famille des Ranidae.

## Répartition
Cette espèce se rencontre :
- dans le sud de la Chine dans les provinces de Hainan, du Yunnan, du Guangxi, du Fujian et du Hunan ;
- au Viêt Nam ;
- au Laos ;
- au Cambodge ;
- en Thaïlande ;
- en Birmanie.

## Description
Le mâle holotype mesure 68 mm.

## Publication originale
- Smith, 1917 : A new Snake and a new frog from Siam. Journal of the Natural History Society of Siam, vol. 2, p. 276-278 (texte intégral).